# John Curry (patinage artistique)
Pour les articles homonymes, voir John Curry (hockey sur glace) et Curry (homonymie).
John Curry (né le 9 septembre 1949 à Birmingham - mort le 15 avril 1994 à Stratford-upon-Avon en Angleterre) est un patineur artistique britannique. Quintuple champion de Grande-Bretagne, il devient champion d'Europe, champion du monde et champion olympique en 1976. Il était célèbre pour avoir combiné le ballet et la danse moderne dans le patinage artistique.

## Biographie

### Carrière sportive
Pendant son enfance, John Curry veut prendre des cours de danse à l'âge de cinq ans, mais son père désapprouve qu'un garçon puisse pratiquer cet art. il s'oriente alors vers le patinage artistique à sept ans. Il s'entraîne sous la direction de Ken Vickers à la patinoire Summerhill Road, à Birmingham.
Son père meurt alors que John Curry n'a que 16 ans. Il s'installe alors à Londres en 1965 pour s'entraîner à plein temps et prendre des cours de danse auparavant interdits. Il s'entraîne avec Arnold Gerschwiler qui l'amène à son premier titre britannique en 1971.
Après avoir trouvé un sponsor américain en 1972, le millionnaire Ed Moseler, il part étudier aux États-Unis avec Gustave Lussi et Carlo Fassi à Denver. Il ne va pas ensuite cesser de gravir la hiérarchie mondiale. Il obtient sa première médaille, en bronze, aux championnats d'Europe de 1974 à Zagreb. L'année suivante, il devient vice-champion d'Europe à Copenhague et obtient une médaille de bronze aux championnats du monde à Colorado Springs.

L'année 1976 est celle de sa consécration, il remporte toutes les compétitions, devient champion d'Europe à Genève, champion du monde à Göteborg et champion olympique aux Jeux de Innsbruck où il est le porte-drapeau du Royaume-Uni.
Il est même élu sportif de l'année ("BBC Sports Personality of the Year") par la BBC.
Comme amateur, John Curry s'est imposé par sa posture de danseur et sa maîtrise du corps. Avec le patineur canadien Toller Cranston, il a porté le côté artistique et la présentation du patinage artistique masculin à un nouveau niveau d'exigence.
À l'apogée de sa carrière en compétition, John Curry s'est hissé à un très haut niveau de performance, autant pour les figures imposées que pour la qualité athlétique de ses sauts dans les programmes libres.

### Reconversion
Après les championnats du monde de 1976, John Curry devient patineur professionnel et peut négocier des contrats très lucratifs. Il fonde une compagnie de danse sur glace, mêlant le ballet au patinage artistique. Il révèle les possibilités d'une patinoire au monde du ballet. À côté de ses propres chorégraphies, John Curry en commande auprès des danseurs Peter Martins et Twyla Tharp.
Il met en scène Icedancing au théâtre de Broadway ("Broadway Theatre") en 1978, et participe, en tant qu'acteur, à la reprise de la comédie musicale Brigadoon.
Se souvenant de ses premiers combats pour financer sa propre formation, il a été un généreux donateur pour l'Association nationale britannique de patinage.
Il semble que John Curry ait été d'un abord assez difficile car il a eu beaucoup de différends avec les dirigeants de sa compagnie, ce qui l'a obligé à suspendre ses activités au milieu des années 1980. Après cela, il s'est montré très rarement en public.

### Vie personnelle
Avant les championnats du monde de 1976, John Curry subit un outing par le quotidien allemand Bild-Zeitung. Le fait qu'il soit gay a provoqué un bref scandale en Europe à l'époque, mais son orientation sexuelle a généralement été ignorée par la presse et le public pendant de nombreuses années par la suite.
En 1987, il est atteint par le  VIH  puis développe un SIDA en 1991. Avant sa mort, il parle ouvertement à la presse de sa maladie et de son orientation sexuelle. Il passe les dernières années de sa vie avec sa mère et meurt d'une crise cardiaque liée au sida, le 15 avril 1994, à 44 ans.
Une biographie de 2007 de l'acteur britannique Alan Bates révèle qu'ils avaient eu une liaison de deux ans et que John Curry était mort dans les bras de l'acteur.

## Palmarès
| Compétition                     | 1969 | 1970 | 1971 | 1972 | 1973 | 1974 | 1975 | 1976 |  |  |  |  |  |  |  |
| Jeux olympiques d'hiver         |      |      |      | 10e  |      |      |      | 1er  |  |  |  |  |  |  |  |
| Championnats du monde           |      |      | 14e  | 9e   | 4e   | 7e   | 3e   | 1er  |  |  |  |  |  |  |  |
| Championnats d’Europe           |      | 12e  | 7e   | 5e   | 4e   | 3e   | 2e   | 1er  |  |  |  |  |  |  |  |
| Championnats de Grande-Bretagne | 2e   | 2e   | 1er  |      | 1er  | 1er  | 1er  | 1er  |  |  |  |  |  |  |  |
|                                 |      |      |      |      |      |      |      |      |  |  |  |  |  |  |  |